# 赤十字救急法救急員
赤十字救急法救急員（せきじゅうじきゅうきゅうほうきゅうきゅういん、英:Japanese Red Cross Society First Aid Provider）は、日本赤十字社が定める技術認定のひとつ。

## 概要
1926年12月に開始された「衛生講習会」に起源を持つ。2日間（12時間）の日程で事故や急病、災害時等を想定した救命手当、応急手当などを受講できる。最終日に行なわれる筆記試験および実技試験に合格（必要な正解率は80%）すると日本赤十字社より救急法救急員として認定され、認定証が交付される（なお全日程皆勤の者には合否に関係なく受講証が交付される。したがって、合格者には、受講証と認定証の二枚が渡されることになる）。
現在、日本では様々な団体が主催する救急法講習が存在するが、赤十字救急法救急員養成講習は災害ボランティア要員養成という使命もあるため、搬送法・包帯法など比較的広範囲で幅広い内容の講習を提供している。講習終盤では、多数が負傷する事態に遭遇した際の対応を問われる「総合実技（救護シミュレーション）」が課される。
資格有効期限は、発行日（厳密には受講2日目付け）より5年間。
2007年4月1日より、下位レベル「一般講習」が廃止され、赤十字救急法基礎講習（英:Japanese Red Cross Society Basic Life Supporter）が新設された。「救急員」となるには前提としてこれを取得する必要がある。この際、講習内容も全面的に改定され、資格継続研修（有効期限1年前から受講可能で、5年間延長された）の制度が一時はあった。
ただし、有効期限後・資格失効後の資格継続研修の受講は不可で、その場合は最初からすべてを受け直す必要がある。加えて、資格継続研修の制度は、2019年3月を以て廃止されたため、現在は更新制度が存在していない。

## 歴史
日本赤十字社は日本において組織として救急法教育をはじめた長い歴史があるため、各都道府県の運転免許試験場検定員への救急法指導を行なっている他、各種スポーツ指導者も本資格の取得が必須となっているものが多い。
防災士などの認定の場合にも、本資格は消防本部が実施する救命講習での認定条件と同等に取り扱われるが、例えば警備会社では消防本部実施の上級救命講習が望ましいとされる。それは、赤十字資格は民間資格の扱いとなり、消防本部の行う救命講習は公的資格として扱われるためである。他方、防災士認定において、本資格認定者は日赤特例講習（6科目）を受講することで認定試験受験資格を得られるなどの優遇措置を受けることができる。
酸素欠乏危険作業主任者・酸素欠乏硫化水素危険作業主任者の各技能講習において救急員認定証を受けた者は実技講習の内、救急そ生の方法【2時間】が免除される。

## 現勢
2005年の受講者は約37万人。有資格者は12万人。救急救命講習の受講者数としては国内2位。1位は消防本部の行う普通救命講習（救命技能認定）で年間約100万人。

## 講習受講について
あらかじめ「赤十字救急法基礎講習修了者」となっていることが受講条件である。救急法救急員養成講習の受講料は1,800円（教材費等の実費）。

## 認定証・受講証写真

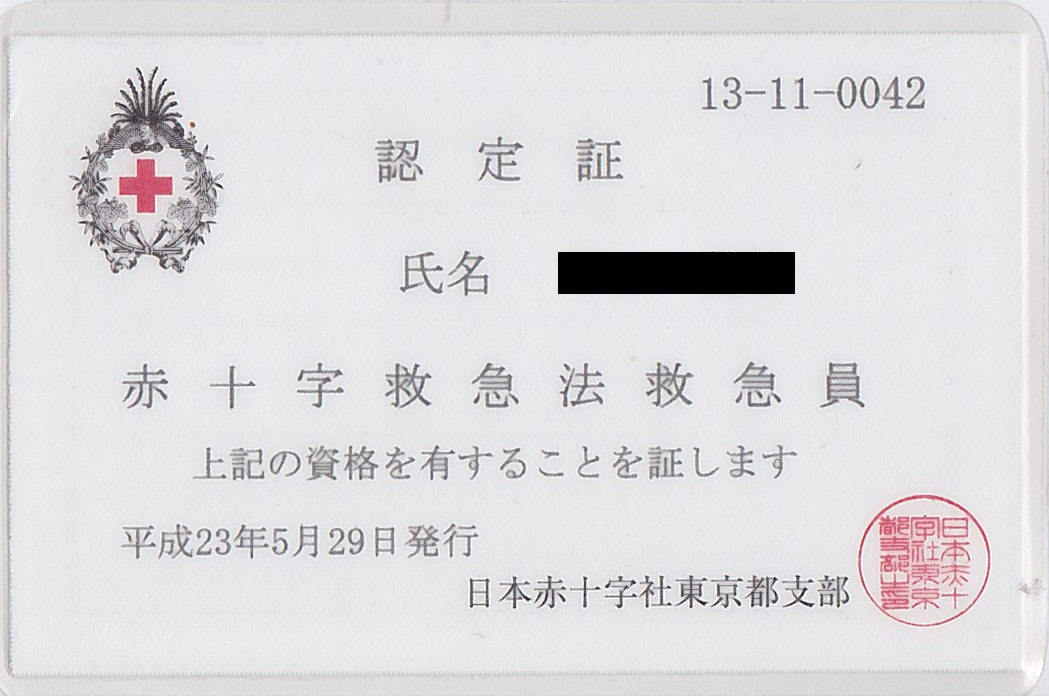
2011年に東京都支部で発行された救急法救急員認定証
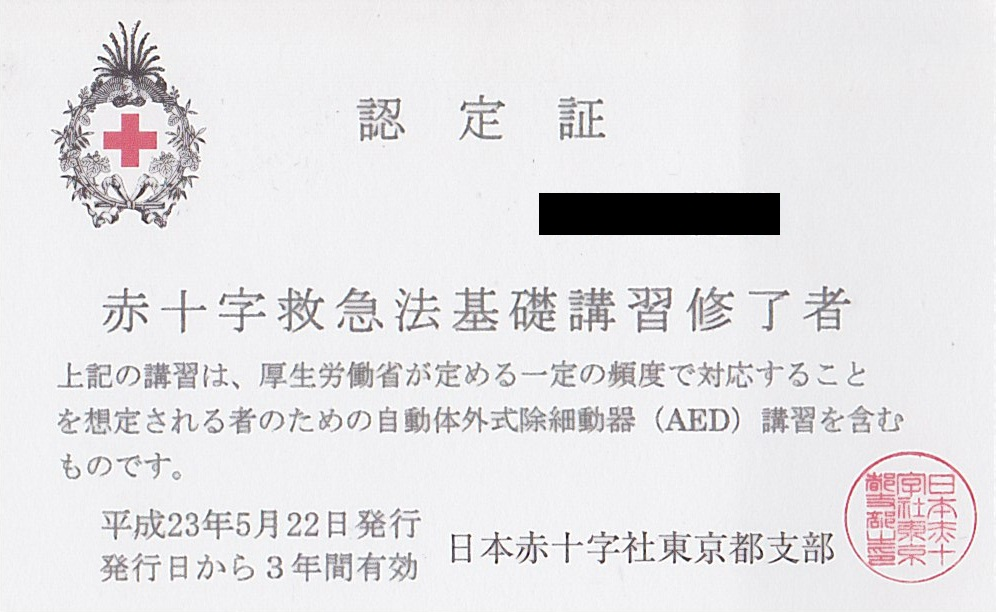
2011年に東京都支部で発行された救急法基礎講習修了者認定証
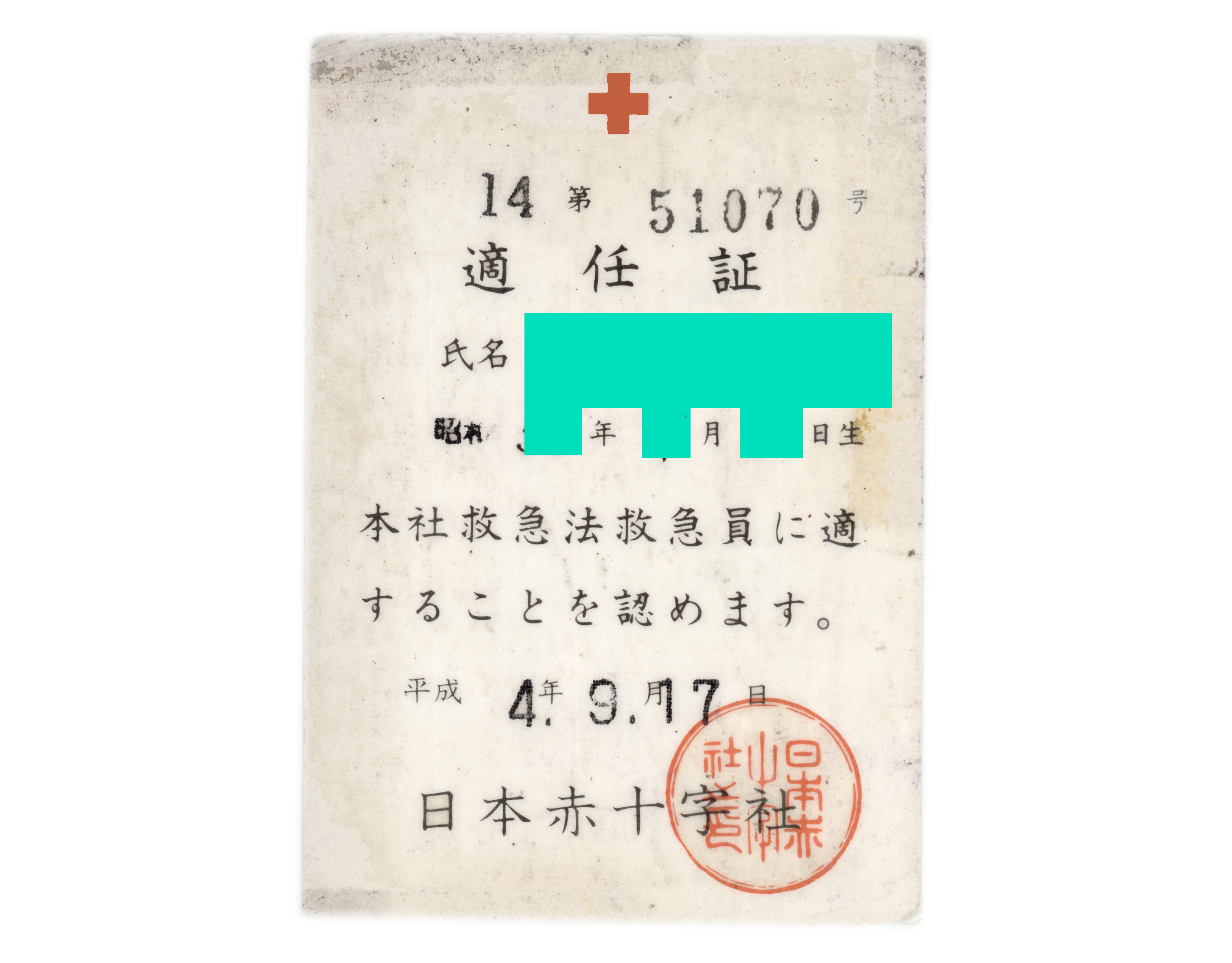
1992年に東京都支部で発行された救急法救急員適任証